# Association internationale des artistes astronomiques
 (mai 2023).
Si vous disposez d'ouvrages ou d'articles de référence ou si vous connaissez des sites web de qualité traitant du thème abordé ici, merci de compléter l'article en donnant les références utiles à sa vérifiabilité et en les liant à la section « Notes et références ».
L'Association internationale des artistes astronomiques (en anglais : International Association of Astronomical Artists) (IAAA) est une association (organisation à but non lucratif) dont les membres mettent en œuvre et participent à des projets d'art astronomique et spatial, promeuvent l'éducation sur l'art spatial et encouragent la coopération internationale dans le travail artistique inspiré par l'exploration de l'univers.

## Présentation
L'IAAA a été fondée en 1982 et a été officiellement enregistrée en tant qu'association d'artistes astronomiques en 1986. Depuis sa création, l'IAAA a atteint plus de 120 membres, représentant 20 pays. L'organisation sert la communauté d'artistes créant des œuvres inspirées de l'astronomie et de l'espace, pour constituer une ressource de mise en réseau sur des sujets spécifiques au métier, ainsi que sur des questions communes aux artistes professionnels. Bien que les premiers praticiens des années 1930 et 40, comme Lucien Rudaux et Chesley Bonestell (voir art spatial) étaient réalistes, de nombreux artistes de l'IAAAA produisent des œuvres qui sont impressionnistes, expressionnistes, abstraites ou surréalistes ; cependant, la majorité (contrairement aux artistes de la science-fiction et de la fantasy, qui travaillent presque uniquement de l'imagination) ont une expérience en astronomie, en physique et en mathématiques.
Ils peuvent également être appelés à représenter des sondes et des satellites (en travaillant souvent avec des scientifiques de la NASA ou du JPL) que personne ne peut photographier. Ils utilisent des huiles, des acryliques, des gouaches, des marqueurs, des stylos, des pastels, des crayons de couleur, ou les dernières technologies numériques. Ces artistes ont un avantage sur la simple technologie, car ils peuvent voyager là où les machines ne peuvent pas aller ; et cela inclut dans le passé, le futur et plus vite que la lumière.
L'une des principales activités de l'IAAAA est des ateliers d'art spatial, dans la plupart des cas dans des endroits éloignés avec une géologie commune à ce qui a été découvert sur d'autres mondes. L'Islande, la vallée de la Mort, Hawaï, le plateau du Colorado, y compris le cratère Meteor, et d'autres endroits avec un sens du monde entier à leur sujet ont été visités dans des ateliers. La peinture et le croquis de ces paysages en plein air aident à former l'artiste à connaître le paysage et les forces qui le façonnent, ainsi qu'à renforcer les impressions sensorielles que l'on met dans son travail des effets de la lumière et de l'ombre dans l'atmosphère.

## Prix Rudaux
Le prix Rudaux (Rudaux Award) est une récompense décernée par les membres de l'IAAA à une personne pour sa contribution significative au domaine de l'art astronomique et à l'avancement du genre de l'art spatial. Les lauréats du prix Rudaux ont contribué à l'avancement de l'art et ont été une source d'inspiration pour d'autres artistes, tout en contribuant à sensibiliser le public à l'art spatial.
Lauréats :
- 2000 :  Lucien Rudaux -  Chesley Bonestell -  Luděk Pešek (en) -  Robert McCall -  Jack Coggins -  Frederick C. Durant (en)
- 2001 :  David A. Hardy (en)
- 2002 :  Andrei Sokolov -  William Kenneth Hartmann
- 2003 :  Don Davis (en) -  Ron Miller (en)
- 2004 :  Kim Poor
- 2005 :  Alexeï Leonov
- 2006 :  Michael W. Carroll (en)
- 2007 :  Ralph Andrew Smith
- 2012 :  Rick Sternbach (en)